# Gazprom
Gazprom este o companie energetică din Rusia, cea mai mare companie producătoare de gaze naturale din lume. Gazprom este controlată de statul rus. În noiembrie 2007, capitalizarea companiei a ajuns la 302 miliarde USD, făcând-o, în această privință, a treia din lume, după ExxonMobil și General Electric și prima din Europa.
Gazprom este și un important producător de petrol la nivel național (în Rusia) și internațional (a doua companie din lume ca producție de petrol, după compania de stat din Arabia Saudită): în 2010, Gazprom deținea numai în Rusia rezerve de petrol similare (112 bn barrels) cu acelea ale companiei kuweitiene de stat "Kuwait Petroleum", aflându-se astfel la egalitate cu aceasta din urmă, pe locul trei în lume, după compania de stat saudită (locul 2) și compania de stat iraniană (NIOC, locul 1).
Gazprom controlează 17% din rezervele mondiale cunoscute de gaze naturale, cu 29.850 miliarde metri cubi, și deține 20% din producția mondială de gaze naturale, acoperind aproximativ un sfert din consumul Europei. Grupul Gazprom deține monopolul extracției și producției rusești de gaze naturale, unde deține 60% din rezerve și 85% din producție.Această companie deține și o echipă de fotbal din Rusia, numită Zenit Sankt Petersburg

## Istoric
În decembrie 2008, Gazprom a preluat pachetul majoritar de acțiuni din compania petrolieră din Serbia, Naftna Industrija Srbije (NIS), costul achiziției fiind de 400 milioane euro pentru 51% din acțiunile NIS și alte 500 milioane euro pentru investiții.
1989–1992: Uniunea Sovietică a fondat a creat o adevărată industrie a gazului în 1943 pe perioada celui de-al Doilea Război Mondial. În 1965 a centralizat explorarea și distribuția gazelor în Ministerul Industriei de Gaze. Descoperirea unor resurse importante de gaze în Siberia, Ural și regiunile Volgăi în anii 70 și 80 au transformat Uniunea Sovietică într-un producător important de gaze în lume.
În august 1989 Ministerul Industriei de Gaze a fost restructurat sub conducerea lui Viktor Chernomyrdin, iar Gazprom a devenit cea mai mare companie de stat. Statul exercită controlul prin acțiuni de stoc, 100% dintre acestea fiind deținute de stat. 
În 1991, în momentul dizolvării Uniunii Sovietice, diferite active ale statului au fost preluate de nou înființatele companii de stat, companii precum Ukrgazpromand Turkmengazprom. Gazprom a păstrat activele localizate pe teritoriu rusesc și a reușit să își asigure un monopol în acest sector al gazelor. Activele din industria de petrol și țiței au fost distribuite către mai multe companii.

### 1993–1997: Privatizarea
Influența politică a Gazpromului a crescut foarte mult din momentul în care Președintele Rusiei Boris Elțin l-a desemnat pe CEO-ul Gazprom, Viktor Cernomîrdin, Prim-ministru al Rusiei în decembrie 1992. Rem Viahirev l-a înlocuit pe Cernomîrdin la conducerea Gazprom.
Noul guvern a început foarte repede procedurile de privatizare a Gazprom. pe 5 noiembrie 1992 președintele Boris Elțin a emis un decret în acest sens, iar guvernul a semnat un Ordin pe 17 februarie 1993, ordin prin care compania a devenit o firmă cu capital social, iar guvernul a început să distribuie acțiuni prin metoda voucherelor: fiecare cetățean rus a primit vouchere cu care putea cumpăra acțiuni la fosta companie de stat. Până în 1994 33% din acțiunile Gazprom au fost cumpărate de 747,000 de cetățeni în schimbul acelor vouchere. 15% din stoc a fost cumpărat și distribuit angajaților Gazprom. Statul a păstrat 40% din acțiuni, însă acest procentaj a crescut treptat până la 38%. Tranzacțiile cu acțiuni Gazprom au fost foarte strict controlate, regulamentul companiei interzicea străinilor să dețină mai mult de 9% din acțiuni.
Gazprom și-a construit treptat credibilitatea în piața de capital vestică, oferind 1% din acțiuni străinilor în octombrie 1996.

### 1998–2000: Evaziune fiscală
Cernomîrdin, din funcția de Prim-ministru al Rusiei, s-a asigurat că statul nu reglementa prea îndeaproape Gazprom-ul. Astfel compania a făcut evaziune fiscală la scală mare, statul primind foarte puține fonduri în formă de dividende. Managementul și membrii boardului au lansat o campanie îndelungată de devalorizare a proprietăților Gazprom, acestea fiind distribuite între ei și rudele lor. Cele mai importante proprietăți devalorizate au fost transferate către controversata companie de transfer de gaze Itera. Cernomîrdin și CEO-ul Gazprom Rem Viahirev au fost două figuri marcante ale acestui proces.
În martie 1998 Elțin l-a concediat pe Cernomîrdin din funcția de premier, însă nu din cauza legăturilor cu Gazprom. Pe 30 iunie 1998 Cernomîrdin se întoarce în Gazprom, ocupând funcția de președinte al consiliului de administrație.

### 2000–2003: Reformele lui Putin
Situația Gazprom s-a schimbat drastic din iunie 2000, când Vladimir Putin a devenit Președinte al Rusiei. Putin a lansat o campanie prin care să supună controlului oligarhii. Prin așa zisa politică de stat a campionilor naționali prin care a întețit controlul statului în companii strategice. A lansat un atac împotriva a ce considera el un management prost și chiar un furt al proprietăților statului. Imediat ce a ajuns la putere Putin l-a concediat pe Chernomyrdin din funcția de președinte al consiliului de administrație și s-a folosit de capitalul deținut de stat pentru a-l elimina prin vot și pe Viahirev. Cei doi au fost înlocuiți de Dmitri Medvedev și Aleksei Miller care lucraseră cu Putin în Sankt Petersburg. Cei doi trebuiau să oprească devalorizarea proprietăților statului și să le recupereze pe cele pierdute. Miller a împiedicat accesul Itera la conductele Gazprom, practic forțând compania să declare faliment. Consecința directă a fost că managementul Itera s-a văzut nevoit să vândă înapoi proprietățile sustrase de la Gazprom.
Pe 4 septembrie 2012 Comisia Europeană a spus că a lansat un caz anti trust împotriva Gazprom. Consiliul competiției cu sediul în Bruxelles a anunțat că a deschis o plângere legală formală din cauza unor "temeri că Gazprom ar putea abuza de poziția sa dominantă în piețele de upstream."

### 2014
Pe 21 mai 2014 Gazprom a semnat o înțelegere de 30 de ani cu China Compania Națională de Petrol a Chinei)(CNPC). Înțelegerea este estimată a avea o valoare de 400 miliarde $ și a fost semnată la un summit în Shanghai, urmând a livra,începând cu 2018, potrivit estimărilor, aproximativ 38 miliarde de metri cubi de gaz natural pe an către China de est, a cărei economii este în continuă creștere 2018.

## Producție
În anul 2008, compania a produs 550 miliarde de metri cubi de gaze naturale. 
În anul 2006, compania a exportat 262,5 miliarde metri cubi de gaze naturale către Europa și Comunitatea Statelor Independente. Prețul gazelor pentru Europa va fi de circa 280 de USD pentru 1.000 de metri cubi în 2009, comparativ cu 409 USD în 2008, ca urmare a declinului prețului petrolului.

## Gazprom în România
În anul 2014, compania exploata patru perimetre în județul Timiș (Biled, Periam, Jimbolia și Crai Nou), care vizau exclusiv resurse convenționale - țiței și gaze naturale, strategia companiei fiind legarea întregii zone de rafinăria de la Pancevo, construirea de oleoducte și depozite de combustibil, și nu în cele din urmă, lărgirea numărului de benzinării Gazprom.
Gazprom Neft, deținută de Gazprom, este prezentă în România, prin compania sârbă NIS Petrol.
În august 2014, NIS Petrol deținea 15 stații de distribuție a carburanților în România, sub brandul Gazprom, precum și concesiunea a șase perimetre petrolifere de explorare în vestul României.
În anul 2013, Gazpromneft Marine Bunker LLC, companie membră a grupului Gazprom Neft, a achiziționat de la Unicom Holding firma „Marine Bunker Balkan S.A.”, o companie care desfășoară activități de bunkeraj în Marea Neagră.